# Kleingebiet Komárom
Das Kleingebiet Komárom (ungarisch Komáromi kistérség) war bis Ende 2012 eine ungarische Verwaltungseinheit (LAU 1) innerhalb des Komitats Komárom-Esztergom in Mitteltransdanubien. Zur Verwaltungsreform Anfang 2013 gingen sämtliche Ortschaften in den nachfolgenden Kreis Komárom (ungarisch Komáromi járás) über, der in den gleichen Grenzen weiter besteht.
Im Kleingebiet Komárom lebten Ende 2012 auf einer Fläche von 378,78 km² 39.559 Einwohner. Nach Kisbér hatte das Kleingebiet die zweitniedrigste Bevölkerungsdichte (104 Ew. pro km²).
Der Verwaltungssitz befand sich in Komárom.

## Ortschaften
Das Kleingebiet bestand aus neun Ortschaften:
- den Städten Ács (6.808 Ew.), Bábolna (3.774 Ew.) und Komárom (19200 Ew.)
- der Großgemeinde Nagyigmánd (3.025 Ew.)
- den 5 Gemeinden Almásfüzitő, Bana, Csém, Kisigmánd und Mocsa